# Simeon Jackson
Simeon Alexander Jackson (Kingston, 28 maart 1987) is een Canadees voormalig voetballer die doorgaans speelde als spits. Tussen 2004 en 2023 was hij actief voor Rushden & Diamonds, Raunds Town, Gillingham, Norwich City, Eintracht Braunschweig, Millwall, Coventry City, Barnsley, Blackburn Rovers, Walsall, Grimsby Town, St. Mirren, Kilmarnock, Stevenage, Chelmsford City, King's Lynn en opnieuw Chelmsford City. Jackson maakte in 2009 zijn debuut in het Canadees voetbalelftal en kwam uiteindelijk tot negenenveertig interlandoptredens.

## Clubcarrière
Jackson werd geboren in Jamaica, maar verhuisde al vroeg naar Canada en op vijftienjarige leeftijd verkaste hij naar Engeland. Hij speelde eerst voor Rushden & Diamonds, dat hem verhuurde aan Raunds Town. Hij verkaste in januari 2008 naar Gillingham. Na twee jaar werd de aanvaller aangetrokken door Norwich City, waarmee hij later naar de Premier League zou promoveren. Vanaf de promotie kwam Jackson echter steeds minder aan spelen toe en aan het einde van het seizoen 2012/13 verliet hij Norwich.
Hierna tekende hij bij het Duitse Eintracht Braunschweig, dat naar de Bundesliga was gepromoveerd gedurende het seizoen 2012/13. Jackson was echter vooral een reservespeler bij Eintracht en in de winterstop verliet hij transfervrij de club weer voor een transfer naar Millwall. In de tweede seizoenshelft van de jaargang 2013/14 speelde Jackson veertien competitieduels, waarin hij tweemaal trefzeker was. Op 17 augustus 2014 maakte hij de overstap naar Coventry City, waarmee Jackson gedurende het seizoen 2014/15 speelde in de League One.
In 2015 verkaste hij naar Barnsley. Na een halfjaar werd Blackburn Rovers zijn nieuwe club. Na opnieuw een half seizoen verkaste hij weer, ditmaal naar Walsall. Grimsby Town huurde Jackson in januari 2018 tot het einde van het seizoen 2017/18. In september 2018 werd St. Mirren de nieuwe club van Jackson, die tot het einde van het kalenderjaar 2018 tekende. Na anderhalve maand werd dit contract met een halfjaar verlengd, tot het einde van het seizoen 2018/19. Kilmarnock nam de aanvaller in oktober 2019 over. Hierna speelde hij korte periodes bij Stevenage, Chelmsford City en King's Lynn alvorens hij medio 2021 terugkeerde bij Chelmsford City. In de zomer van 2023 besloot Jackson op zesendertigjarige leeftijd een punt te zetten achter zijn actieve loopbaan.

## Clubstatistieken
| Seizoen | Club                   | Competitie       | Competitie | Competitie | Beker | Beker | Internationaal | Internationaal | Totaal | Totaal |
| Seizoen | Club                   | Competitie       | Wed.       | Dlp.       | Wed.  | Dlp.  | Wed.           | Dlp.           | Wed.   | Dlp.   |
| ------- | ---------------------- | ---------------- | ---------- | ---------- | ----- | ----- | -------------- | -------------- | ------ | ------ |
| 2008/09 | Gillingham             | League Two       | 44         | 20         | 3     | 1     | —              | —              | 47     | 21     |
| 2009/10 | Gillingham             | League One       | 42         | 14         | 5     | 2     | —              | —              | 47     | 16     |
| 2010/11 | Norwich City           | Championship     | 38         | 13         | 2     | 0     | —              | —              | 40     | 13     |
| 2011/12 | Norwich City           | Premier League   | 22         | 3          | 4     | 2     | —              | —              | 26     | 5      |
| 2012/13 | Norwich City           | Premier League   | 13         | 1          | 6     | 2     | —              | —              | 19     | 3      |
| 2013/14 | Eintracht Braunschweig | Bundesliga       | 9          | 0          | 1     | 0     | —              | —              | 10     | 0      |
| 2013/14 | Millwall               | Championship     | 14         | 2          | 0     | 0     | —              | —              | 14     | 2      |
| 2014/15 | Coventry City          | League One       | 28         | 3          | 1     | 0     | —              | —              | 29     | 3      |
| 2015/16 | Barnsley               | League One       | 9          | 0          | 1     | 0     | —              | —              | 10     | 0      |
| 2015/16 | Blackburn Rovers       | Championship     | 17         | 2          | 2     | 0     | —              | —              | 19     | 2      |
| 2016/17 | Walsall                | League One       | 38         | 7          | 3     | 0     | —              | —              | 41     | 7      |
| 2017/18 | Walsall                | League One       | 8          | 0          | 1     | 0     | —              | —              | 9      | 0      |
| 2017/18 | → Grimsby Town         | League Two       | 5          | 1          | 0     | 0     | —              | —              | 5      | 1      |
| 2018/19 | St. Mirren             | Premiership      | 30         | 6          | 2     | 0     | —              | —              | 32     | 6      |
| 2019/20 | Kilmarnock             | Premiership      | 4          | 0          | 0     | 0     | —              | —              | 4      | 0      |
| 2019/20 | Stevenage              | League Two       | 4          | 0          | 1     | 0     | —              | —              | 5      | 0      |
| 2020/21 | Chelmsford City        | Conference South | 2          | 1          | 0     | 0     | —              | —              | 2      | 1      |
| 2020/21 | King's Lynn            | Conference       | 17         | 6          | 0     | 0     | —              | —              | 17     | 6      |
| 2021/22 | Chelmsford City        | Conference South | 28         | 11         | 2     | 0     | —              | —              | 30     | 11     |
| 2022/23 | Chelmsford City        | Conference South | 39         | 8          | 6     | 0     | —              | —              | 45     | 8      |
| Totaal  | Totaal                 | Totaal           | 411        | 98         | 41    | 7     | 0              | 0              | 452    | 105    |

## Interlandcarrière
Jackson werd voor het eerst opgeroepen voor het Canadees voetbalelftal op 30 mei 2009, toen er met 0–1 werd gewonnen van Cyprus. Hij was tijdens dit duel tevens verantwoordelijk voor de enige treffer. Op 7 oktober 2011 maakte hij drie doelpunten tijdens de WK-kwalificatiewedstrijd tegen Saint Lucia (7–0). Zowel bij de edities van de CONCACAF Gold Cup in 2009, 2011 als in 2013 was hij actief. Bondscoach Benito Floro nam Jackson in juni 2015 op in de selectie voor de CONCACAF Gold Cup 2015, gehouden in de Verenigde Staten en Canada, Jacksons vierde interlandtoernooi.